# Astragalus cognatus
Astragalus cognatus är en ärtväxtart som beskrevs av Carl Anton von Meyer. Astragalus cognatus ingår i släktet vedlar, och familjen ärtväxter. Inga underarter finns listade i Catalogue of Life.